# 上天草市立中南小学校
上天草市立中南小学校（かみあまくさしりつ なかみなみしょうがっこう）は、熊本県上天草市大矢野町中にある小学校。

## 沿革
- 1871年（明治4年）- 公立柳浦小学校創立
- 1890年（明治23年）4月 - 中村・上村組合立大矢野支校となる
- 1892年（明治25年）7月 - 大矢野尋常高等小学校柳浦分教場と改称
- 1905年（明治38年）10月1日 - 柳浦尋常小学校と改称。
- 1918年（大正7年）4月1日 - 村立柳浦補習学校併設
- 1933年（昭和8年）8月31日 - 柳浦尋常高等小学校と改称。江後分教場設置
- 1941年（昭和16年）4月1日 - 中村南国民学校と改称
- 1947年（昭和22年）4月1日 - 中村立中南小学校と改称。
- 1954年（昭和29年）4月1日 - 大矢野町立中南小学校と改称
- 2004年（平成16年）- 上天草市立中南小学校と改称
- 2008年（平成20年）- 江後分校廃止